# Zgornje Gorče
Zgornje Gorče je naselje v Občini Braslovče.